# Konfuciusinstitutet

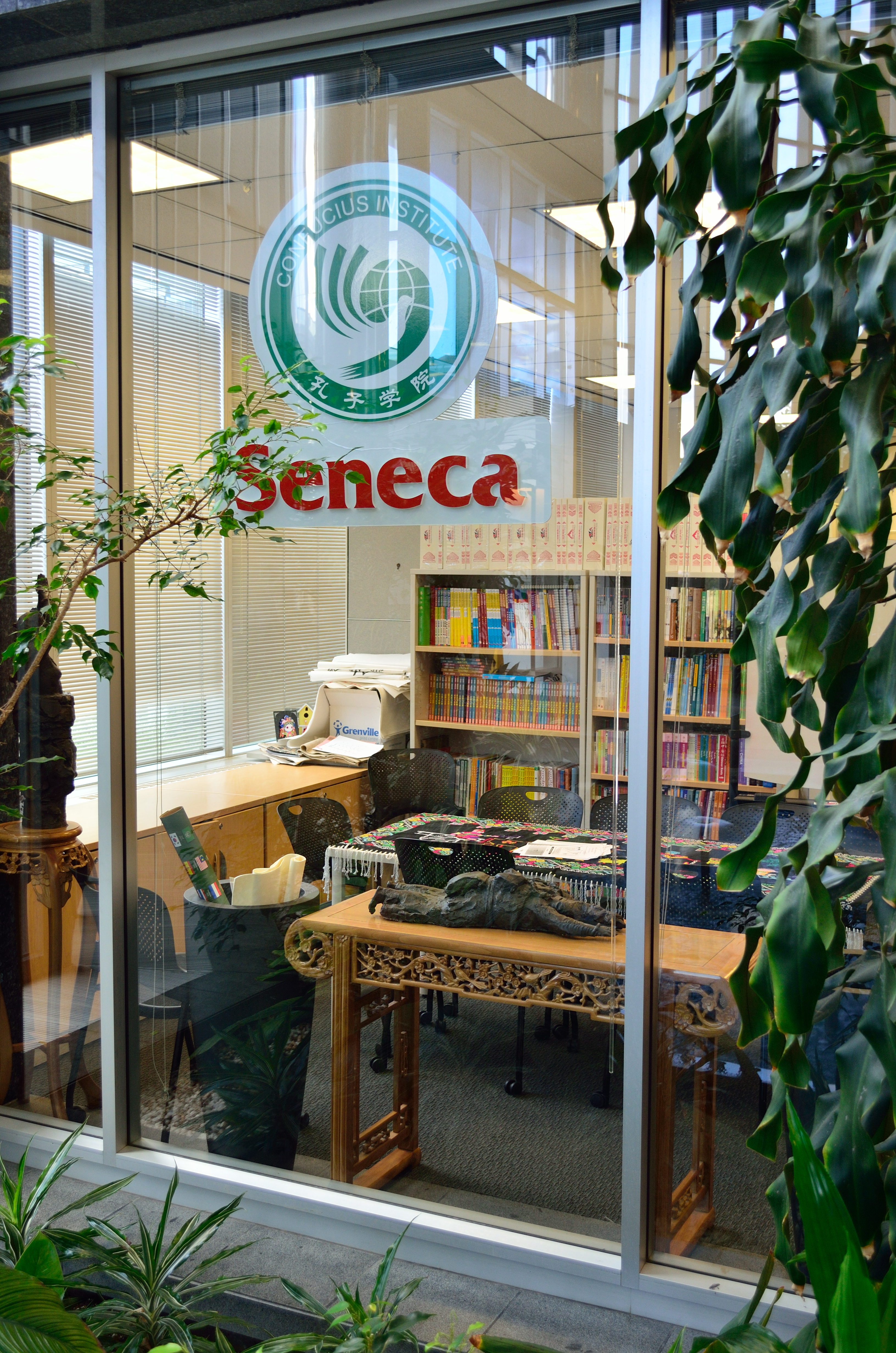
Ett Konfuciusinstitut vid Seneca College i Toronto, Kanada.

Konfuciusinstitutet är ett icke vinstinriktat institut som syftar att främja studiet av det kinesiska språket och kulturen. Institutet ger stöd till kinesiskaundervisning internationellt genom lokala avdelningar. Institutet har sitt huvudkontor i Peking och lyder under ett regeringskontrollerat organ för undervisning i kinesiska utomlands.
Ett institut grundades på försök i Tasjkent, Uzbekistan, i juni 2004 och det första riktiga institutet invigdes i Seoul, Sydkorea, i november samma år 2004. Idag finns idag 262 institut i 75 länder och det kinesiska utbildningsministeriet uppskattar att 500 institut kommer att finnas i hela världen år 2010.
I Stockholm fanns 2005–2014 Nordiska Konfuciusinstitutet, placerat inom Stockholms universitet.
Då Konfuciusinstitutet till skillnad från andra statligt uppbackade språkinstitutioner som Goethe-Institutet eller British Council verkar direkt på universiteten har det kritiserats som ett hot mot den akademiska friheten. I Sverige har liknande kritik förts fram, och institutet har även varit föremål för en interpellation i den svenska riksdagen. Institutet har dock tillbakavisat kritiken och hävdar det inte finns några belägg för att institutets koppling till den kinesiska staten äventyrar den akademiska friheten.